# Animal Forensics

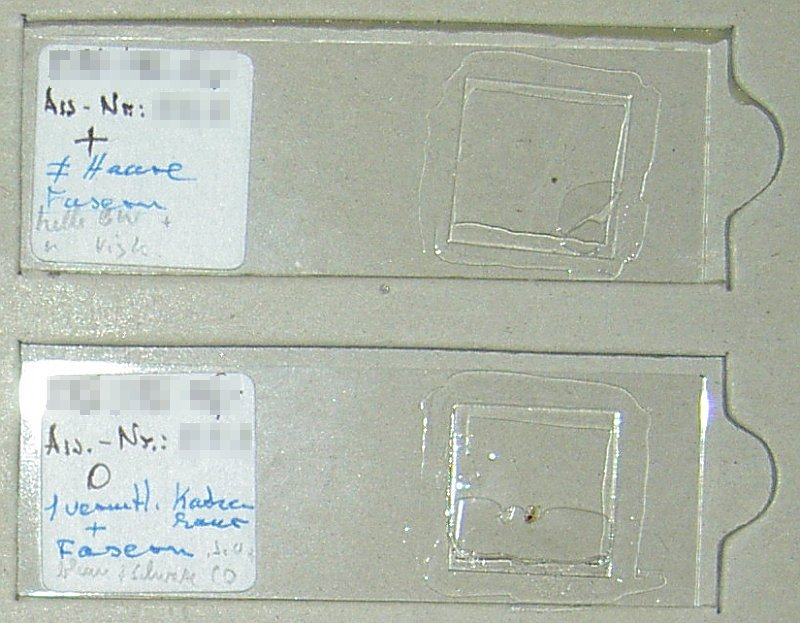
Forensische Beweisstücke. Das obere Präparat erwies sich als Faserspur, auf dem unteren Objektträger konnten Katzenhaare identifiziert werden.

Unter animal forensics wird ein Zusammenschluss interdisziplinärer Methoden aus Kriminalbiologie, gerichtlicher Veterinärmedizin, Spurenkunde und Forensik verstanden. Obwohl dieser Fachbegriff auf internationaler Ebene bereits seit über einem Jahrzehnt existiert, steht bisher noch keine adäquate deutsche Bezeichnung zur Verfügung.
Im engeren Sinn wird unter animal forensics die Untersuchung tierischen Spurenmaterials verstanden, das im Zusammenhang mit einem Verbrechen als Nachweis einer Verbindung zwischen Täter und Opfer dienen kann. Im weiteren Sinn bezeichnet animal forensics auch die Untersuchung von tierischem Spurenmaterial bei Delikten, in die Tiere direkt als „Tatbeteiligte“ involviert sind.
Abzugrenzen sind jene Bereiche der Kriminalbiologie, die sich mit der Analyse tierischen Spurenmaterials bei Kriminalfällen beschäftigen, in denen Tiere weder „Täter“ oder Opfer sind, noch als direktes Bindeglied zwischen den Tatbeteiligten fungieren (etwa die Untersuchung von Leichenfraßspuren, forensische Entomologie und andere).
Untersuchbare Materialien umfassen Blut, Haare und Federn, Speichel, Kot, Urin, Haut- und Schleimhautproben sowie andere Gewebetypen. Die wichtigste Methode der animal forensics ist die DNA-Analyse („DNA forensics“).

## Geschichtliche Entwicklungen
Die Mitberücksichtigung und Auswertung tierischen Spurenmaterials hat in den letzten Jahren bei forensischen Untersuchungen erheblich an Bedeutung gewonnen. Die Entwicklung erfolgversprechender molekulargenetischer Methoden auf dem Gebiet der animal forensics wurde dabei maßgeblich durch bahnbrechende Fortschritte in der Humangenetik beeinflusst. Hierzu gehörte vor allem die Entwicklung der Polymerase-Kettenreaktion (PCR) im Jahr 1983 durch Kary Mullis.
1984 entwickelte Alec Jeffreys den „genetischen Fingerabdruck“, bei dem einzigartige Merkmale des Erbguts verwendet werden, um einzelne Individuen eindeutig zu identifizieren. Ein Jahr später wurde der genetische Fingerabdruck erstmals vor Gericht zur Klärung eines Kriminalfalls eingesetzt. Im Jahr 1988 wurde er auch von deutschen Gerichten als Beweis anerkannt. Bereits 1987 wurde diese molekulargenetische Technik für die Anwendung bei Tieren adaptiert und zur Klärung umstrittener Abstammungen in der Hundezucht verwendet. Weitere Fortschritte, wie der Einsatz spezifischer DNA-Sonden, führten letztendlich zur Entwicklung der Mikrosatelliten-Analyse.
Der Nutzen forensischer DNA-Untersuchungen ist abhängig von der generellen Bereitschaft der Justiz, Indizien auf DNA-Basis als Beweismittel anzuerkennen. In einem aufsehenerregenden Kriminalfall wurde 1995 erstmals ein Mörder anhand der molekulargenetischen Analyse von Katzenhaaren identifiziert (siehe unten: Der Fall „Snowball“). Die Analyse mitochondrialer Hunde-DNA wurde 1999 im Falle eines versuchten Raubmords in Texas zum ersten Mal bei einer Anhörung zur Beweisaufnahme als Beweismittel zugelassen.
Heute ist die Verwendung von DNA-Analysen in der Forensik aus der polizeilichen Ermittlungsarbeit und den Gerichtssälen nicht mehr wegzudenken. Oft liefert sie den entscheidenden Nachweis einer Verbindung zwischen Täter und Opfer. Mithilfe moderner molekulargenetischer Methoden können mittlerweile auch viele ungeklärte alte Fälle dank asservierter Beweisstücke neu aufgerollt werden. Eine fortschreitende Standardisierung und Automatisierung der Labor- und Auswertungsmethodik bei der Analyse tierischen Materials führt – ähnlich wie in der Humanforensik – zum Aufbau umfangreicher nationaler und internationaler Referenzdatenbanken, die einerseits einen schnellen Abgleich mit bereits untersuchtem genetischen Material ermöglichen und andererseits als Grundlage für statistische Wahrscheinlichkeitsberechnungen dienen können.

## Untersuchungsmethoden

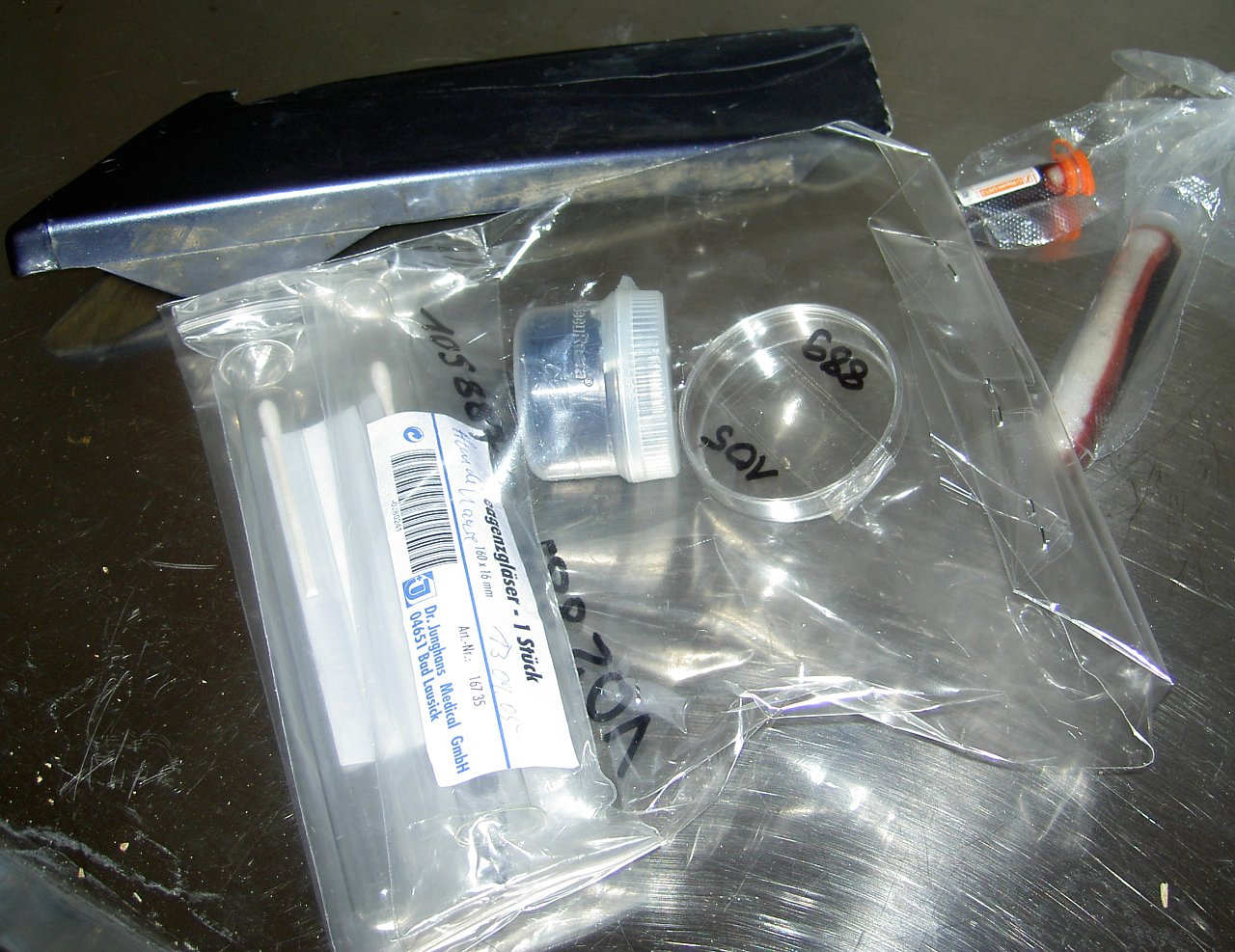
Verschiedene Beweisstücke aus einem animal forensics-Fall

Die Aufklärung von Straftaten geht Hand in Hand mit der molekularen Individualisierung der Tatbeteiligten und einer Möglichkeit der individuellen Zuordnung von Spuren. Die primären Ziele, die die animal forensics verfolgen, sind die sichere Bestimmung und Unterscheidung der Art, gegebenenfalls die Klärung der Todesursache und vor allem der Nachweis einer Dreiecksbeziehung („trianguläre Verbindung“) von Täter, Opfer und Tatort.
Obwohl der Einsatz bewährter Methoden wie Histologie, Mikroskopie sowie vergleichender Morphologie und traditioneller forensischer Disziplinen wie der Pathologie, Traumatologie, Odontologie, Ballistik und Spurenkunde weiterhin unverzichtbar bleibt, gewinnen bei der Aufklärung solcher Delikte DNA-gestützte Methoden zunehmend an Bedeutung.
Prinzipielle diagnostische Möglichkeiten anhand forensischer Analysen sind die Speziesbestimmung, die Rassebestimmung, Identitätsnachweise und Abstammungskontrollen.
Für molekularbiologische Nachweise kommen dabei verschiedene methodische Ansätze in Betracht: Je nach Fragestellung, Art, Qualität und Quantität der Probe können sowohl das Kerngenom (‚nukleäre‘ Kern-DNA, nDNA) als auch das mitochondriale Genom (Mitogenom, mtDNA) in die Untersuchung miteinbezogen werden.

### RFLP-Analyse
Diese Technik auf der Grundlage des Restriktionsfragmentlängenpolymorphismus (RFLP) beruht auf der enzymatischen Spaltung der DNA durch Restriktionsendonukleasen. Die einzelnen Fragmente werden mittels Gelelektrophorese aufgetrennt und entsprechend ihrer Fragmentlänge auf dem Gel angeordnet. Die entstehenden Linien („Banden“) werden z. B. durch Hybridisierungstechniken (Southern blotting) sichtbar gemacht. Prinzipiell kann der RFLP sowohl für die Analyse der DNA des Zellkerns als auch für die DNA der Mitochondrien genutzt werden. In den animal forensics wird diese Methode zur Speziesbestimmung bei Haus- und Wildtieren verwendet.
Die Nutzung des RFLP ist eine der ursprünglichsten Methoden für die forensische DNA-Analyse. Die Entwicklung moderner, effizienterer Analysemethoden ließ diese Technik jedoch in den Hintergrund treten. Ihr Nachteil besteht in der benötigten hohen Ausgangsmenge an verwertbarer DNA. Durch Umwelteinflüsse negativ veränderte Proben (Schmutz, Schimmel), wie sie im Zusammenhang mit Straftaten oftmals vorliegen, sind für diese Form der Analyse nicht geeignet.

### Mikrosatelliten-Analyse (Genotypisierung)

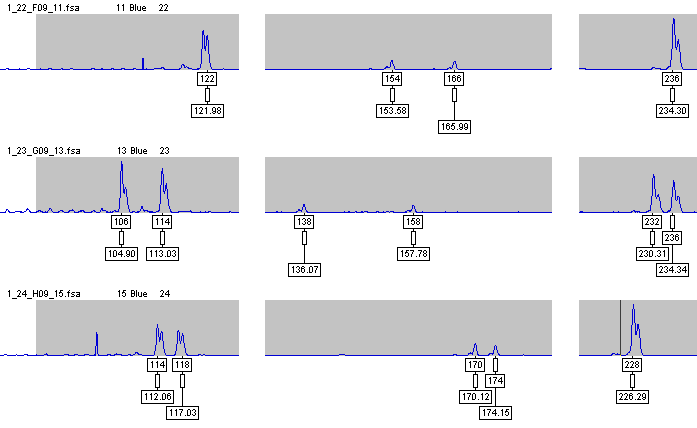
DNA-Profile von drei Hunden (von o. nach u.) auf der Basis von drei Mikrosatelliten-Markern

Mikrosatelliten oder STRs (short tandem repeats) stellen kurze, sich wiederholende Abschnitte der DNA dar. Das Grundmotiv (repeat) ist aus 1–5 DNA-Bausteinen (Nucleotiden) zusammengesetzt und wird im Durchschnitt 10- bis 50-fach wiederholt. Da die STRs im Allgemeinen keine Erbinformation tragen, hochvariabel sind (hoher Polymorphismusgrad), eine dichte Verteilung im Genom aufweisen und durch beide Elternteile (biparental) vererbt werden, sind sie als unabhängige Marker für Anwendungen in vielen molekulargenetischen Bereichen prädestiniert.
Die hohe Variabilität der STR-Regionen wird genutzt, um das individuelle genetische Profil eines Organismus zu erstellen. Diesen Vorgang bezeichnet man auch als „Genotypisierung“. Die ersten Mikrosatelliten-Marker für Hunde und Katzen wurden Mitte der neunziger Jahre entwickelt. Mittlerweile existieren spezifische Marker für alle Haustiere und zahlreiche Wildtierspezies. Ursprünglich in der Abstammungskontrolle eingesetzt, sind sie zum nützlichen Hilfsmittel für Identitätsnachweise in der Gerichtsmedizin geworden. In den animal forensics dienen sie nicht nur der molekularen Individualisierung, sondern können auch für die Speziesbestimmung sowie zur Identifizierung von Ursprungspopulationen (Rasse, Fischschwarm) verwendet werden.
Die STR-Analyse setzt das Vorhandensein von Kern-DNA voraus, wobei winzige Mengen biologischen Spurenmaterials für eine erfolgreiche Vermehrung der DNA-Abschnitte (Amplifikation) ausreichen. Für Proben mit zersetzter oder fehlender Kern-DNA (altes, autolytisches Gewebe, Haare mit beschädigter oder ohne Haarwurzel) ist diese Methode nicht geeignet.

### Haplotypisierung

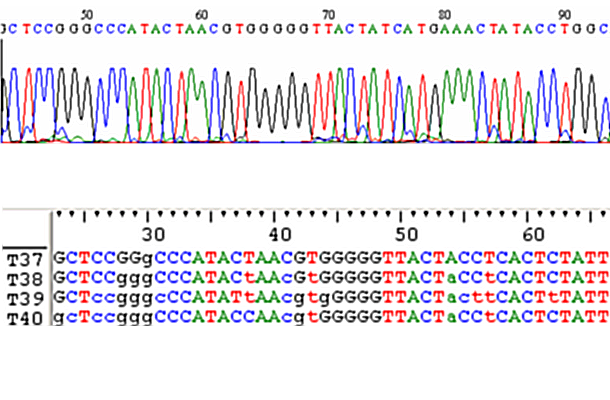
Sequenzanalyse: Darstellung der vom Computer generierten Chromatogramme (o.). Abweichungen der mtDNA im gleichen Sequenzabschnitt bei vier verschiedenen Hunden (u.)

Die mtDNA wird nicht aus dem Zellkern, sondern aus den Mitochondrien gewonnen. Die Analyse mitochondrialer DNA kann in Bereichen angewendet werden, wo RFLP und Genotypisierung versagen. An Tatorten sichergestellte Haare sind meist ausgefallen und besitzen keine intakte Wurzel mehr. Stehen nur wenige Haare, mit möglicherweise beschädigter Wurzel zur Verfügung, kann der Haarschaft genutzt werden, um mitochondriale DNA zu isolieren, da die mtDNA – im Gegensatz zur DNA des Zellkerns – in tausendfacher Kopienzahl pro Körperzelle vorliegt.
Für die forensische Identifikation wird ein Bereich der mtDNA untersucht, den man als „D-Loop“ („displacement loop“), „Kontrollregion“ oder „hypervariable Region“ bezeichnet. Die Analyse beinhaltet die Vervielfältigung des Materials mit der Polymerase-Kettenreaktion (PCR-Amplifikation) und die Bestimmung der DNA-Sequenz (Sequenz-Analyse) des amplifizierten Bereiches. Die unterschiedlichen Sequenzvarianten werden als „Haplotypen“ bezeichnet.
Da die mtDNA eines Organismus ausschließlich von der Mutter stammt, teilen sich alle Tiere einer mütterlichen Linie denselben Haplotypen. Dies führt einerseits dazu, dass Referenzproben von Tieren gestellt werden können, die über die mütterliche Linie verwandt sind, bedeutet aber gleichzeitig, dass die Nachkommen einer Linie (z. B. Wurfgeschwister) mit dieser Methode nicht voneinander getrennt werden können. Auch nicht miteinander verwandte Tiere können den gleichen Haplotypen aufweisen. Daher kann die Haplotypisierung oft nur zum Ausschluss verdächtiger Tiere eingesetzt werden.
Für die Aufklärung von Fällen, die seit Jahren als ungelöst gelten, erweist sich die mtDNA als wertvolles Hilfsmittel. Außer zur Individuen-Identifizierung dient die Sequenzierung der d-loop auch zur Speziesbestimmung.

### Cytochrom b und rRNA
Die Genabschnitte für das Cytochrom b und die rRNA liegen ebenfalls im mitochondrialen Genom. Im Gegensatz zur bereits erwähnten Kontrollregion handelt es sich hier um informationstragende Abschnitte des Erbguts („codierende Elemente“), die als nahezu unveränderlich („konserviert“) gelten. Hier werden Variationen in der Abfolge der Erbinformationen (Sequenzvariationen) nur zwischen einzelnen Spezies beobachtet.
Beide Bereiche, sowohl Cytochrom b als auch rRNA, wurden häufig in phylogenetischen Studien, d. h. in Untersuchungen zur Stammesentwicklung von Tierarten, eingesetzt und ermöglichen eine sichere Artbestimmung. Die Analyse besteht aus einer Vermehrung ausgewählter DNA-Abschnitte (PCR-Amplifikation) kombiniert mit der oben erläuterten RFLP-Technik bzw. einer direkten DNA-Sequenzierung. Für beide Methoden sind umfangreiche Referenzdatenbanken nötig. Diese können privat oder international zugänglich sein. Ein Beispiel ist das Basic Local Alignment Search Tool (BLAST) im National Center for Biotechnology Information (NCBI).

### Methoden zur Geschlechtsbestimmung (sex determination)
Anhand anhaftender Gewebeteile bei herausgerissenen Haaren ist eine Bestimmung des Geschlechts – über die Färbung des geschlechtsspezifischen Chromatins in den Follikelzellen – prinzipiell möglich; sie wird jedoch in der Routine nicht eingesetzt.
Gängige Verfahren zur Geschlechtsbestimmung beruhen auf dem Nachweis von Erbinformationsabfolgen (Sequenzen) oder Markern, die nur auf jeweils einem der beiden Geschlechtschromosomen (u. a. SRy-Gen auf dem Y-Chromosom, x-chromosomale Mikrosatelliten) vorhanden sind. Ebenfalls möglich ist der Nachweis von Genen, die auf beiden Geschlechtschromosomen lokalisiert sind und unterschiedliche Ausprägungsformen, wie z. B. Fragmentlängen besitzen (Amelogenin-Gen bei Wiederkäuern). Die Bestimmung des Geschlechts aus Fleisch, Blut oder Haarproben findet in der Forensik Anwendung im Natur- und Artenschutz sowie auf dem Lebensmittelsektor. Sie dient dem Nachweis von Wilderei und Betrugsdelikten.

## Verwendetes Spurenmaterial

### Haare

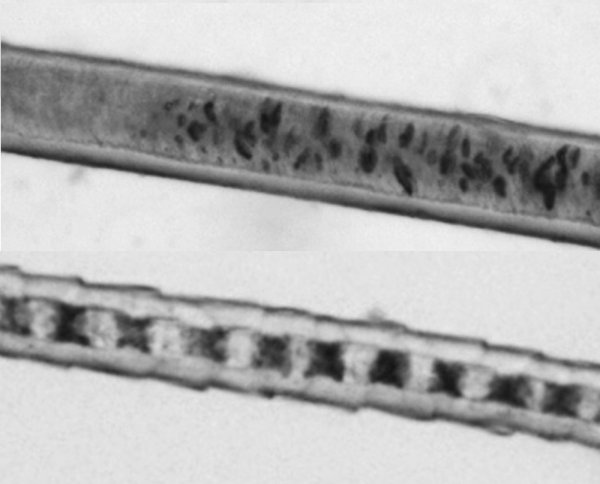
Haarstrukturen im Vergleich: Hundehaar (o.) und Katzenhaar (u.).

Vergleichende Morphologie, Mikroskopie und Histologie stellen klassische Methoden im Bereich forensischer Haaranalysen dar. Typ, Anzahl und Erhaltungszustand der sichergestellten Haare beeinflussen ihren Wert als Spurenmaterial.
Jede Säugerspezies besitzt Haare mit charakteristischer Länge, Farbe und Wurzelstruktur sowie spezifischen morphologischen Merkmalen. Ein Haar besteht aus der Haarwurzel und dem Haarschaft, der prinzipiell aus Mark, Rinde und Kutikula aufgebaut ist.
Beim Tier kommen Leit-, Stamm-, Deck-, Fell- und Grannenhaare, Flaum- und Wollhaare, Borsten, Langhaare (Schwanz, Mähne), Wimpern und Tasthaare vor. Die Haare verschiedener Körperregionen desselben Individuums können dabei beträchtliche Variabilität aufweisen.
Die Struktur von Mark und Kutikula der Haare ist streng tierartspezifisch. Sie erlaubt daher auch eine sichere Unterscheidung zwischen Mensch und Tier. Als Kriterien zur genauen Speziesbestimmung dienen die Struktur der Markzellen, die Dicke des Marks und seine Kontinuität („Markstrahl“), die Anzahl der Markzellschichten sowie das Dickenverhältnis von Haarmark zu Haarrinde. Außerdem können Gehalt und Verteilung von Pigmenten sowie das Oberflächenprofil der Kutikulazellen analysiert werden.

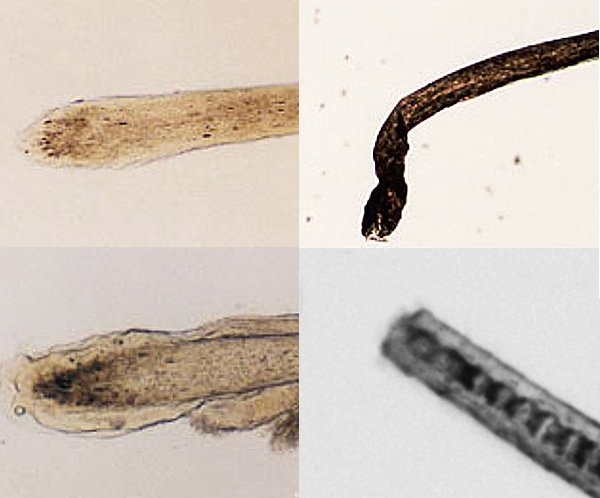
Haarwurzeln im Vergleich: telogene (l.o.), anagene (r.o.), katagene (l.u.) Haarwurzel (vgl. Haarzyklus), abgebrochenes Haar (r.u.)

Aufgrund der Wurzelrückbildung findet natürlicher Haarverlust überwiegend in einer Phase statt, in der das Haarwachstum ruht („telogene Phase“). Da lose Haare leicht auf andere Individuen oder Gegenstände transferiert werden können, bilden sie die Hauptquelle forensischer Haarspuren. Haarverlust kann aber auch in aktiven Wachstumsstadien stattfinden, z. B. durch Hängenbleiben an einem Gegenstand. Eine mikroskopische Analyse der Haarwurzel erlaubt folglich nicht nur die Bestimmung der Wachstumsphase, sondern auch eine Unterscheidung zwischen „ausgerissen“ und „ausgefallen“.
Die konkrete Analyse eines tierischen Haares umfasst zuerst die Zuordnung der Spezies aufgrund seiner artspezifischen Morphologie. Anschließend erlaubt das Verfahren der „Vergleichsmikroskopie“ – die Verwendung zweier Lichtmikroskope, die über eine optische Brücke verbunden sind – eine simultane Beurteilung des fraglichen Haars mit einer Haarprobe bekannten Ursprungs. Letztere entstammt für gewöhnlich einer Referenzprobensammlung bzw. ist die Vergleichsprobe eines verdächtigen Tieres. Weist das untersuchte Haar übereinstimmende mikroskopische Eigenschaften mit der Referenz auf, resultiert daraus ein gemeinsamer Ursprung beider Haare.
Die klassische Mikroskopie ermöglicht damit folglich eine Bestimmung von Spezies, Rasse, Haartyp und Haarstatus; Tierhaare weisen allerdings in der Regel keine ausreichend individuellen morphologischen Eigenschaften auf, um mit absoluter Sicherheit einem bestimmten Individuum zugeordnet werden zu können.
Genauere Anhaltspunkte bezüglich der möglichen Herkunft eines Haares können molekulargenetische Tests basierend auf Analysen sowohl der nukleären als auch der mitochondrialen DNA liefern.

### Blut
Die klassischen Analysemethoden von Blut sind die Blutgruppenserologie, der Bestimmung von Serumproteinen und Isoenzymen sowie die Charakterisierung von MHC-Antigenen. Ursprünglich wurden sie für Abstammungskontrollen angewendet.
Ab Mitte der 1990er-Jahre führte der Einsatz moderner molekulargenetischer Methoden zu einer Verdrängung der konventionellen Verfahren. Gründe dafür waren eine verbesserte Ausschlusswahrscheinlichkeit, eine leichtere Automatisierbarkeit und eine einfachere Standardisierung der Auswertung.
Die gegenwärtigen Analysemöglichkeiten von Blut umfassen das ganze molekulargenetische Methodenspektrum. Die DNA wird aus den kernhaltigen weißen Blutkörperchen gewonnen. Die Wahl der jeweiligen Analyse-Methode ist abhängig von Quantität und Qualität der zur Verfügung stehenden Probe. Die Untersuchung von Blut spielt eine Rolle bei
- Abstammungskontrollen (z. B. zur Kontrolle der angegebenen Elterntiere),
- Identitätsnachweisen (z. B. zur Identifikation eines gestohlenen Tieres),
- Bissattacken zwischen Tieren (zur Identifikation der beteiligten Tiere),
- Bissattacken von Tieren am Menschen (zur Identifikation des Tätertieres),
- Wilderei (z. B. zur Feststellung, ob eine unter Schutz stehende Tierart getötet wurde),
- Unfällen (z. B. bei Wildunfällen durch Spuren am Fahrzeug).

### Speichel

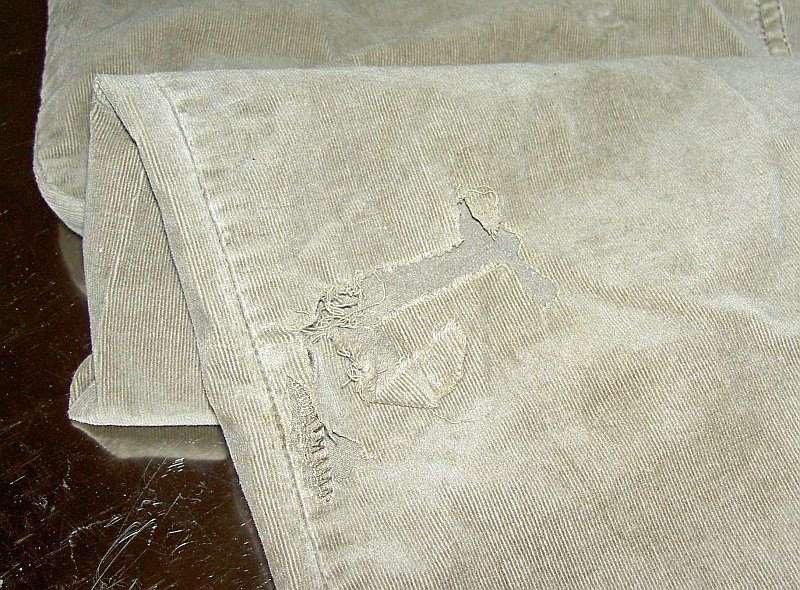
Der Hundespeichel, der auf diesem durch eine Bissattacke zerfetzten Kleidungsstück isoliert werden konnte, ermöglichte die Identifizierung des Tieres (Original-Beweisstück).

Speichelspuren werden regelmäßig im Zusammenhang mit Bissattacken gegen Menschen oder Tiere sichergestellt. Sie dienen der Identifizierung und Überführung verdächtiger Tätertiere.
Für molekulargenetische Analysen wird die DNA aus den im Speichel enthaltenen Epithelzellen der Maulschleimhaut isoliert. Methode der Wahl für Untersuchungen ist die Short-tandem-repeat-Typisierung.
Problematisch kann eine Kontamination des Speichels mit Blut oder Haaren des Opfers sein. Dennoch wurde in der Forschung eine positive Korrelation zwischen der zunehmenden Schwere der Bissverletzungen und der Erfolgsquote bei der Isolierung der Täter-DNA aus Speichel festgestellt.

### Knochen und Gewebe
Gewebeproben unterschiedlichster Art, auch von tierischen Produkten stammend, werden vor allem in den wildlife forensics und bei der forensischen Untersuchung von Lebensmitteln routinemäßig analysiert. Die Untersuchung von Gewebeproben ist darüber hinaus üblicherweise im Zusammenhang mit tierschutzwidrigen Tötungsdelikten erforderlich.
In Abhängigkeit vom Erhaltungszustand der Probe können alle molekulargenetischen Methoden verwendet werden. Hierbei finden überwiegend Verfahren zur molekulargenetischen Spezies- und Gewebetypbestimmung Anwendung.

### Sperma, Kot und Urin
Im Gegensatz zur Humanforensik spielt die molekulargenetische Analyse von Sperma bei Tieren kaum eine Rolle. Sie wird überwiegend im Bereich der Abstammungskontrollen genutzt. In der Literatur fand sie bis jetzt nur bei einem Verdacht eines sexuellen Übergriffs durch Tiere Anwendung.
Während die Untersuchung von Harn, u. a. in umstrittenen Dopingfällen, manchmal vorkommt, ist die Untersuchung von Kot bisher ohne praktische Bedeutung.

## Tiere in der Kriminalbiologie

### Tiere als Opfer
Tatbestände, bei denen Tiere zu Opfern werden, umfassen in erster Linie Diebstahl, Tierquälerei und Tötungsdelikte.
Die Aufgabenstellungen in diesem Bereich umfassen
- die genetische Charakterisierung tierischen Spurenmaterials,
- die Identifizierung einzelner Individuen anhand von Referenzmaterial,
- Nachweis der kriminellen Handlungen anhand von Tatortspuren,
- Klärung der Täteridentität (Spuren beim Täter, die als vom Opfer stammend nachgewiesen werden können).

Zur Klärung dieser Fragen kann etwa die mit Hilfe des DNA-Profils festgestellte Übereinstimmung von DNA-Spuren an Tatwaffen (z. B. Messer, Projektil) mit der Opfer-DNA beitragen. Gleiches gilt für den Vergleich von sonstigen tierischen Überresten (z. B. Blut, Haare, Knochen) mit Referenzproben.
Bei Haustieren lassen sich solche Vergleichsproben oftmals noch nachträglich durch das Sammeln von Haaren aus Bürsten oder Decken gewinnen. Ein völliger Mangel an Vergleichs-DNA des Individuums selbst kann sogar noch durch eine DNA-Analyse der Elterntiere kompensiert werden: Durch den Nachweis einer engen Verwandtschaft kann auch auf diese Weise die Identität des Opfers geklärt werden. So können beispielsweise gestohlene Rinder über eine STR-Analyse der angegebenen Muttertiere eindeutig identifiziert werden.

#### Haus-, Nutz- und Zootiere
In einem Fallbericht aus Argentinien wurden Rinder von einer Ranch gestohlen und geschlachtet. Die später gefundenen Kadaver konnten aufgrund ihrer Brandzeichen eindeutig identifiziert werden. Ihre DNA-Profile wurden mit sichergestellten Fleischstücken aus einer Fleischerei verglichen. Beweismaterial und Referenzproben stimmten überein, so dass das Fleisch eindeutig den getöteten Rindern zugeordnet werden konnte.
Im Baranya County Zoo in Ungarn wurden 14 durch Abwürgen getötete Wallabys, Pampashasen und seltene Zwergziegen (Capra hircus nanus) offensichtlich Opfer eines Hundekampftrainings. Durch vergleichende mikroskopische Untersuchungen von Tatortspuren gerieten die Wachhunde des Zoos in Verdacht. Die STR-Analyse der Haare und einiger Blutspuren vom Tatort konnte sie jedoch als Täter ausschließen und machte stattdessen ein Einzeltier unbekannter Rasse für die Tat verantwortlich.
Die DNA-Analyse wurde auch erfolgreich eingesetzt, um einen Hund zu identifizieren, der ein Miniaturpferd getötet und ein weiteres schwer verletzt hatte. Die Überführung des Tätertieres gelang mit Hilfe von Spuren von Pferdeblut am Rand der Wasserschüssel des Hundes. Diese stimmten mit dem genetischen Profil des getöteten Pferdes überein.
Ein Dopingfall aus dem Pferderennsport konnte mit Hilfe einer aufgefundenen Spritze, die offensichtlich für die Verabreichung illegaler leistungsfördernder Substanzen verwendet worden war, aufgeklärt werden. Durch DNA-Analysen von Rückständen an der Spritze konnte nicht nur die Identität des betroffenen Tieres, sondern auch das genetische Profil der Person bestimmt werden, die die verbotene Substanz verabreicht hatte.

#### Wildlife Forensics

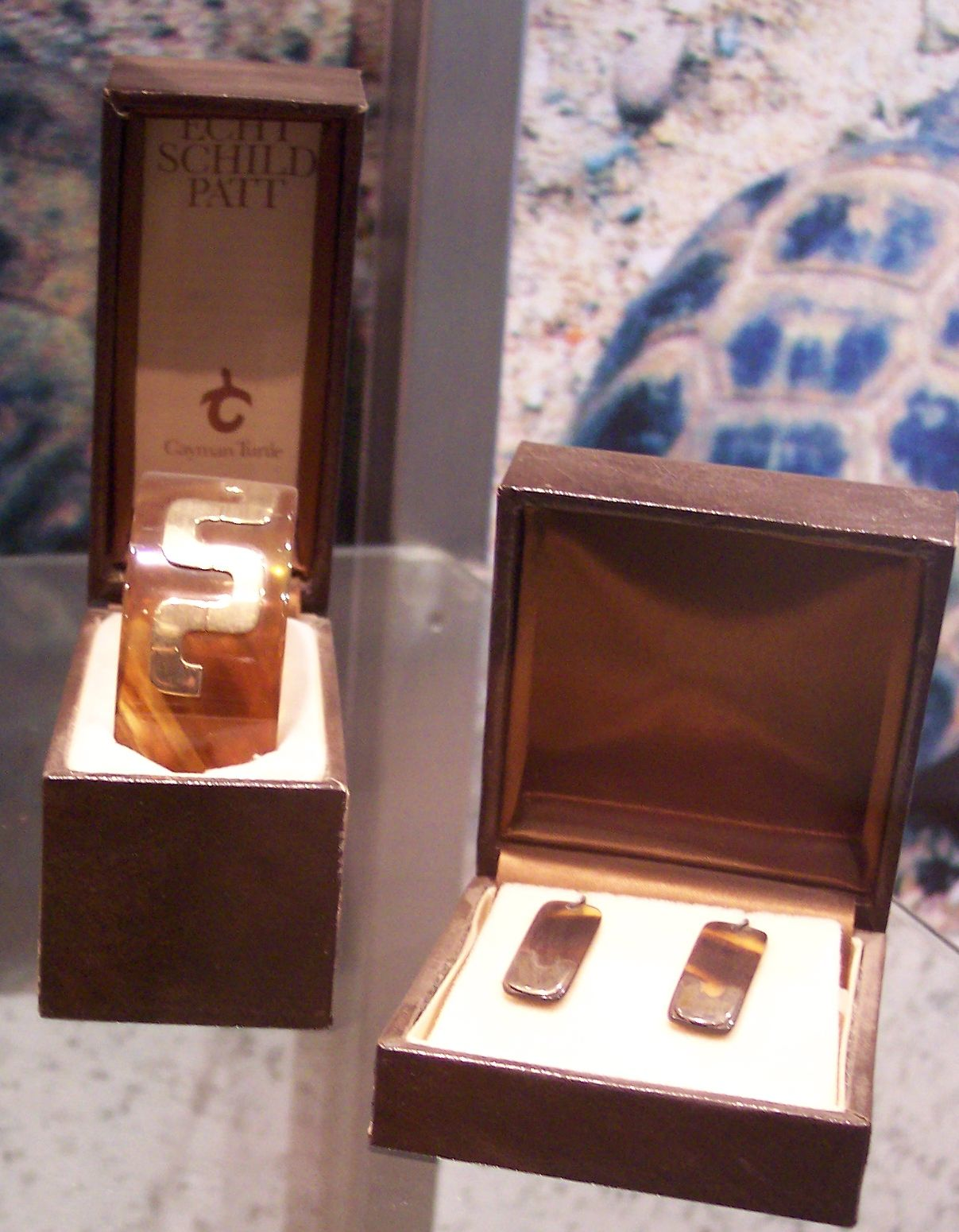
Der Handel mit Schildpatt-Produkten ist seit 1976 verboten.

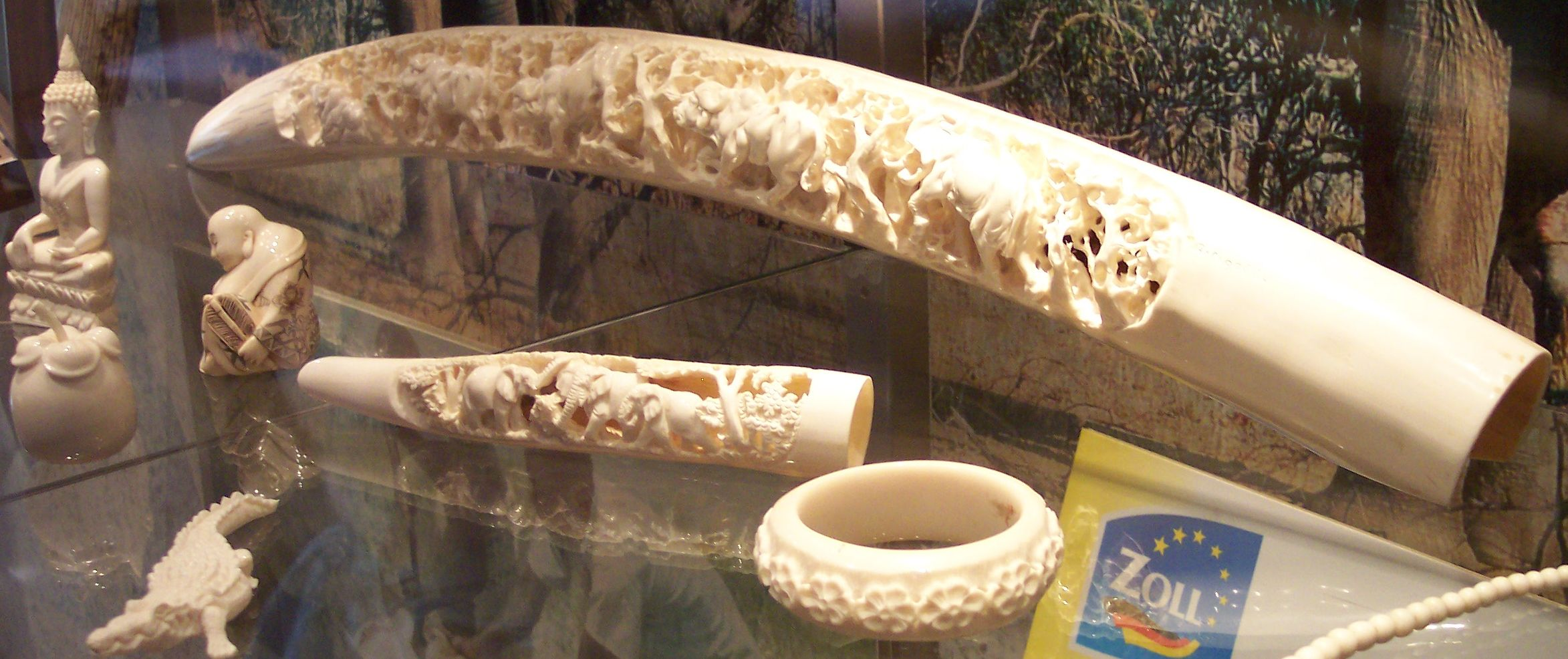
Produkte aus Elfenbein, die vom deutschen Zoll beschlagnahmt wurden

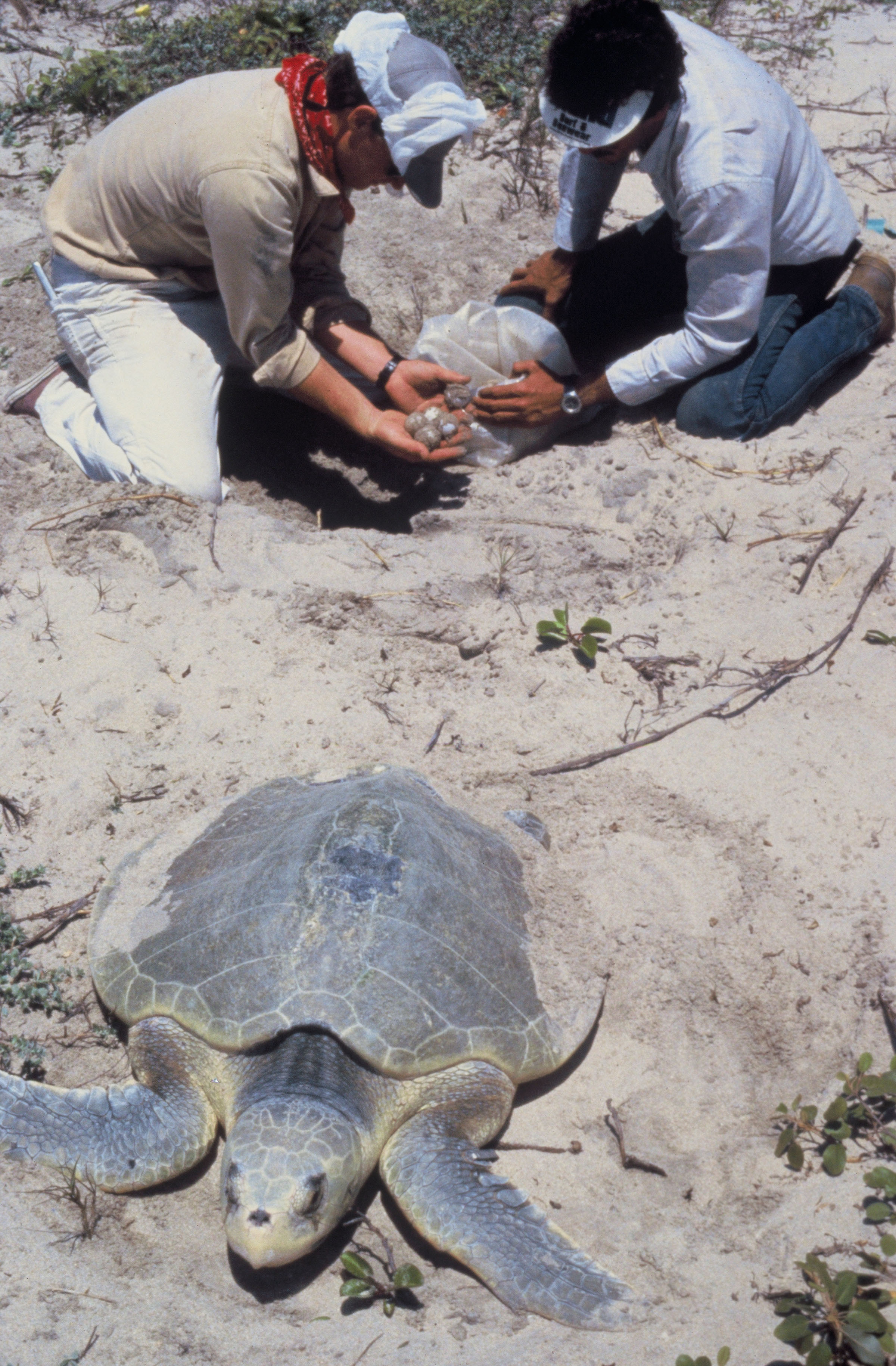
Der Diebstahl von Eiern der streng geschützten Meeresschildkröten ist ein wildlife crime. Falsch deklarierte Eier können später mit Hilfe der wildlife forensics identifiziert werden.

Der Unterbereich wildlife forensics beschäftigt sich überwiegend mit der Verfolgung, Aufdeckung und Ahndung von Verstößen gegen den Arten- und Naturschutz (sogenannte wildlife crimes). Darunter fallen nicht nur das Washingtoner Artenschutzabkommen (CITES), sondern auch nationale Naturschutzgesetze und lokales Jagdrecht.
Durch Wilderei und illegalen Tierhandel wird das Überleben bereits gefährdeter Arten ernsthaft in Frage gestellt. Grund für die drohende Ausrottung vieler Spezies ist der profitable Handel mit ihren seltenen und begehrten (Luxus-)Produkten. Bekannte Beispiele sind der Elfenbeinschmuck, die Kaviarproduktion und die lederverarbeitende Industrie. Der blühende Markt traditioneller asiatischer Arzneimittel (z. B. in der TCM) führte zu einer starken Nachfrage an Harnblasen, Genitalien, Zähnen und Hörnern bestimmter Arten (Großkatzen, Nashörner) – häufig aufgrund nachgesagter aphrodisierender Wirkungen. Trophäensammler dezimieren die letzten Populationen afrikanischer Caniden-, Katzen- und Antilopenarten. Der boomende Heimtiermarkt reicher Industrienationen hat den hemmungslosen Ausverkauf exotischer Vögel, Reptilien und Fische zur Folge.
Einen Schwerpunkt für die wildlife forensics bildet die Artbestimmung von beschlagnahmten Tieren bzw. deren Produkten. In Fällen, bei denen eine Unterscheidung der Arten mit bloßem Auge in „geschützt“ und „nicht-geschützt“ nicht mehr möglich ist, muss die Frage, ob eine Verletzung des Artenschutzes vorliegt, auf genetischer Ebene geklärt werden. Dies gilt z. B. für eng verwandte Fischarten, die in gemeinsamen Schwärmen leben und auch zur Bastardisierung untereinander neigen.
Unter Wilderei wird das widerrechtliche Erlegen und Aneignen von Wild verstanden. Dabei kann gegen ein absolutes Jagdverbot für bedrohte Tierarten oder das generelle Jagdverbot z. B. in Naturschutzgebieten verstoßen werden. Auch die Nichteinhaltung einer Schonzeit fällt darunter. Der Bruch geschlechtsspezifischer Jagdverbote ist ein häufiges Vergehen: so ist in Florida zwar die Jagd auf wilde Truthähne, nicht aber auf die Truthennen erlaubt. Auch die vergleichsweise kurze Jagdsaison für weibliche Rehe in Florida (nur zwei Tage im Jahr) führt regelmäßig zu Verletzungen des Jagdrechts. Das illegale Töten weiblicher Tiere ist durch die molekulargenetische Geschlechtsspezifikation anhand von verdächtigem Wildbret oder Blutspuren auf Jagdkleidung und -werkzeugen nachweisbar.
Zahlreiche aufgeklärte Fälle von Wilderei belegen den Erfolg der angewendeten Methoden:
- 2005 konnten Jäger, die in einem Naturschutzgebiet in Texas einen Weißwedelhirsch gewildert hatten, durch Spuren von Hirschblut an ihrem registrierten Boot überführt werden. Angesichts der Beweislage gaben die Beschuldigten zu, gewildert zu haben, behaupteten jedoch – in der Hoffnung auf eine niedrigere Strafe und um das Geweih behalten zu können –, nur ein weibliches Tier getötet zu haben. Die Analyse der DNA konnte diese Aussage jedoch widerlegen und das Geschlecht des getöteten Stücks eindeutig als männlich bestimmen.[13]
- Der kopflose Kadaver eines Maultierhirsches, der 2002 in New Mexico unter den Überresten eines absichtlich gelegten Waldbrands gefunden wurde, konnte auf DNA-Basis einer von drei Hirschkopftrophäen zugeordnet werden, die später bei einem Verdächtigen beschlagnahmt wurden. Die für das genetische Profil notwendige Referenz-DNA war aus dem Rückenmark des verkohlten Kadavers gewonnen worden.[14]
- In Tansania wurde 1998 einem bereits zuvor auffällig gewordenen Verdächtigen die illegale Tötung eines Buschbocks nachgewiesen. Er wurde anhand von Blut- und Gewebespuren auf einem Jagdmesser überführt. Seine Behauptung, mit der Waffe zuvor ein Hausrind ausgeweidet zu haben, konnte durch eine Speziesidentifizierung auf Basis mitochondrialer DNA widerlegt werden.[15]
- Die Tötung einer in Simbabwe unter strengem Naturschutz stehenden Hyänenart im Jahr 1998 konnte einem Trophäensammler in seiner Heimat durch vergleichende Schädelmorphologie nachgewiesen werden, obwohl der präparierte Schädel unter falscher Deklaration bereits erfolgreich durch den Zoll geschmuggelt worden war.[14]
- In Indien gelang es, die Tötung und den Verzehr einer dort streng geschützten Pfauenart nachzuweisen. Am Tatort beschlagnahmtes gekochtes Fleisch und Vogeleingeweide stammten zwar nur von einem Huhn. Doch konnte vom Hackklotz, der zum Fleischzerteilen benutzt worden war, mittels mitochondrialer Sequenzanalysen die DNA eines Blauen Pfaus nachgewiesen werden.[16]

### Tiere als Täter
Ereignisse, bei denen Tiere zu „Tätern“ werden, umfassen in erster Linie tätliche Angriffe gegen Mensch und Tier, Verkehrsunfälle und Sachbeschädigungen.

#### Bissattacken

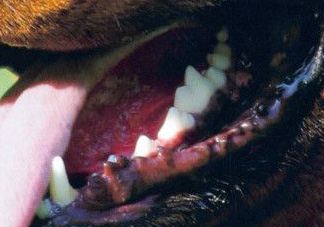
Das Gebiss eines Tieres – wie z. B. das des hier abgebildeten Rottweilers – hinterlässt im Körpergewebe des Opfers einer Beißattacke charakteristische artspezifische und individuelle Abdrücke, die eine odontologische Zuordnung von Spezies, Rasse und Individuum ermöglichen kann.

Bissattacken (z. B. durch Hunde) führen oft zu einem tödlichen Ausgang oder verursachen bleibende Schäden. Opfer sind meist Kleinkinder, alte Menschen oder auch andere Tiere. Mit Hilfe der forensischen Odontologie können anhand charakteristischer Bissmarken Aussagen zu Tierart und Rasse des Angreifers gemacht werden. Zu diesem Zweck werden die Weite des Zahnbogens, die Tiefe der Zahnabdrücke sowie tierart- und rassetypische Zahnanomalien herangezogen.
Das Angriffsverhalten und die Zahnstellung des Haushundes führen im Regelfall zu pathognomonischen Verletzungen, die aus einer Kombination von stichförmigen Einbissen der Canini mit multiplen, klaffenden Reißwunden bestehen (a-hole-and-a-tear-combination). Diese sind oft begleitet von Quetschungen und parallel verlaufenden, rissartigen Abschürfungen (Klauenmarken). Der kombinierte Abdruck beider Zahnbögen führt reproduzierbar zu typischen runden oder mandelförmigen Verletzungen.
Zusätzlich zur konventionellen Aufarbeitung eines Tatorts und dem Vergleich von Zahnabdrücken hat die DNA-Analyse für die Klärung solcher Fälle zunehmend Bedeutung erlangt. Hierbei werden Blutspuren und menschliche Haare auf dem Fell, im Maul oder vom Halsband sowie der Mageninhalt des Tätertieres ebenso berücksichtigt, wie die Untersuchung von Haaren und Speichelspuren des Angreifers auf der Kleidung oder dem Körper des Opfers. Sowohl die STR-Analyse, als auch die mtDNA-Haplotypisierung finden dabei erfolgreich Anwendung. Ergänzend eignet sich der Einsatz mitochondrialer Cytochrom b–Fragmente zur eindeutigen Speziesbestimmung.
- Eine Frau wurde 2003 in einem öffentlichen Park im Cook County in Illinois von zwei Hunden angefallen und schwer verletzt. Auf der Suche nach den Hunden fand die Polizei ein zweites Opfer, das innerhalb weniger Stunden starb. Ein aggressiver Hund wurde getötet, in seinem Mageninhalt wurde Gewebe des zweiten Opfers gefunden. Daraufhin wurden zahlreiche streunende Hunde eingefangen, darunter auch der Hund, den die Polizei nach der Beschreibung des überlebenden Angriffsopfers für den zweiten Täter hielt. Für die öffentliche Sicherheit musste bestätigt werden, dass es sich bei dem Tier um den zweiten Angreifer handelte. Die Kleidung der Opfer wurde auf Hunde-DNA überprüft. Zusätzlich zu den mitochondrialen Haplotypen der Hunde, die den Opfern gehörten, konnten auch Haplotypen identifiziert werden, die mit denen der beiden verdächtigen Tiere übereinstimmten.[18]
- Im Jahr 2000 wurden in Oklahoma C. Ohman und V. A. Borja beschuldigt, einen bösartigen Hund zu besitzen, nachdem ihr Pit Bull „Trek“ die 74-jährige Nachbarin angefallen und dabei eine bleibende Behinderung verursacht hatte. Die aus Speichelspuren auf der Kleidung des Opfers isolierte Hunde-DNA stimmte mit „Treks“ genetischem Profil überein.[19]
- Im März 2000 wurde auf einem Sportgelände die Leiche eines siebenjährigen Jungen entdeckt. Als Todesursache wurden Hundebisse festgestellt. Obwohl die Justiz durch falsche Zeugenaussagen behindert wurde, konnten letztlich durch eine STR-Analyse von Speichelresten, Haaren und winzigen Blutspuren die beiden Wachhunde des Vaters als Täter identifiziert werden.[20]
- Ein junges Mädchen wurde Opfer einer schweren Hundebissattacke. Die STR-Analyse von Blutspuren, die vom Fell eines in Frage kommenden Hundes gesammelt wurden, ergab jedoch keinen Zusammenhang mit der Beißerei. Andere forensische Beweise wie Haare, Fasern und odontologische Untersuchungen konnten ebenfalls kein bestimmtes Individuum mit diesem Fall in Verbindung bringen.[21]
- Im Fall eines neunjährigen Jungen konnte eine von drei Deutschen Doggen anhand von Speichel auf der Kleidung des Opfers zweifelsfrei als Täter identifiziert werden. Dadurch konnte auf eine Euthanasie der beiden anderen in Frage kommenden Tiere verzichtet werden.[10]

#### Verkehrsunfälle

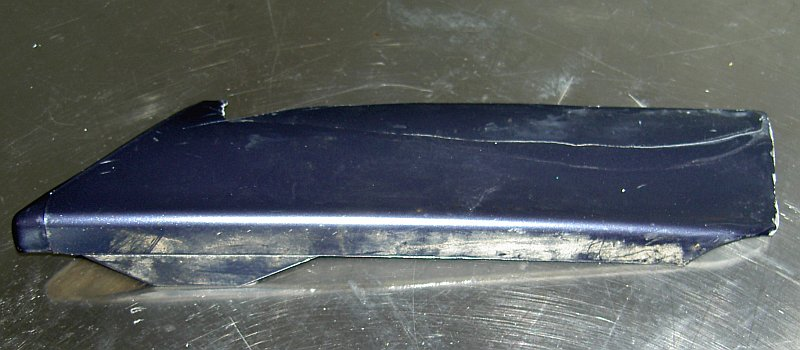
Teil eines Unfallwagens, an dem anheftendes Tierblut zur Erstellung eines DNA-Profils diente (Original-Beweisstück).

Um bei Verkehrsunfällen den Tierhalter für den entstandenen Schaden haftbar zu machen, ist es nötig, das verursachende Tier auf DNA-Basis eindeutig zu identifizieren. Als Techniken können hier ebenfalls sowohl die STR-Analyse als auch mitochondriale Sequenzierung eingesetzt werden.
- Ein Hund stand im Verdacht, einen Verkehrsunfall verursacht zu haben. Haarfragmente vom beschädigten Fahrzeug wurden einer Sequenz-Analyse der mitochondrialen DNA unterzogen. Die Ergebnisse wurden mit Referenzproben des beschuldigten Hundes sowie mit vier unabhängigen Kontrolltieren verglichen. Da das Beweismaterial nicht mit dem verdächtigen Hund übereinstimmte, konnte dieser als Quelle der Haare ausgeschlossen werden.[22]

### Tiere als Bindeglied

#### Grundsätzliches
Das zentrale Kerngebiet der animal forensics sind Tierspuren, die ein entscheidendes Bindeglied zwischen Täter und Opfer bei Kapitalverbrechen darstellen. Hierbei spielen besonders Haustiere eine Rolle.
Die Analyse von Tierhaaren, -speichel und verschiedenen Gewebespuren an Tatorten erlaubt es den Kriminologen manchmal, anhand dieses tierischen Spurenmaterials einen Verdächtigen mit der Tat in Verbindung zu bringen. Der Wert des Beweismaterials für das Knüpfen einer solchen Verbindung wird dabei von der Wahrscheinlichkeit beeinflusst, dass
- die Zuordnung einer Spur zu einem Tier oder umgekehrt der Ausschluss eines Tieres auf einen Zufall zurückzuführen ist,
- die Zuordnung durch einen Fehler der Spurensicherung zustande kam,
- es alternative Erklärungen für das Vorhandensein dieser Spuren gibt (sekundärer Transfer, Kontamination, absichtliche Irreführung).

#### Haustierhaare

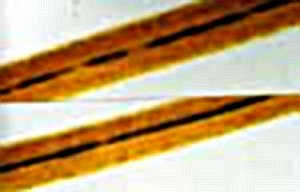
Forensische Vergleichsanalyse zweier Haare mit Hilfe der komparativen Lichtmikroskopie

Millionen von Haushalten beherbergen Haustiere wie Hunde oder Katzen. Ebenso allgegenwärtig wie die Vierbeiner selbst sind auch ihre Haare, die überall in der näheren Umgebung ihrer Besitzer zu finden sind und an Kleidung und Gegenständen haften. Da diese Haare durch physischen Kontakt weitergegeben werden können (Transfer) kann ihr Vorkommen einen Verdächtigen folglich mit einem Opfer bzw. Opfer wie Täter mit einem bestimmten Tatort in Verbindung bringen.
Wird z. B. ein Opfer in einem Fahrzeug deponiert oder an einem Ort festgehalten, zu dem Tiere regelmäßig Zugang haben, resultiert daraus meist ein Transfer von Tierhaaren auf die Kleidung des Opfers („primärer Transfer“). Ebenso ist eine Übertragung von Tierhaaren auf das Opfer oder an den Tatort möglich, wenn der Verdächtige ein Haustier besitzt, dessen Haare sich während der Tat noch an seiner Kleidung befanden. Dies wird als „sekundärer Transfer“ von Spurenmaterial bezeichnet. Verräterische Katzen- oder Hundehaare sind ebenfalls sehr häufig auf klebenden oder anhaftenden Flächen zu finden, z. B. an Papier, Klebeband, Klettverschlüssen und Briefumschlägen (Lösegeld- oder Erpresserschreiben).
Haare tierischen Ursprungs an Tatorten oder an der Kleidung von Verdächtigen oder Opfern können darüber hinaus auch von einem Pelzmantel oder von Tierfell stammen. Sie sind oft künstlich gefärbt oder getrimmt und weisen meist keine Wurzel mehr auf. Auch diese Spuren können – ähnlich der forensischen Analyse von Fasern – helfen, den Täter mit Hilfe von Indizien zu überführen.

#### Wichtige Kriminalfälle

##### Der Fall „Snowball“
Dieser berühmte Kriminalfall gilt als Präzedenz für die Möglichkeit, Tatverdächtige anhand des genetischen Profils von Tierhaaren mit Kapitalverbrechen in Verbindung zu bringen.
Bei der Suche nach der verschwundenen Shirley Duguay 1994 auf Prince Edward Island wurde in einem Waldstück eine blutbefleckte Männerlederjacke gefunden. Das menschliche Blut stimmte mit dem Profil der Vermissten überein. Ihr tatverdächtiger Ex-Mann konnte jedoch zunächst nicht mit dem Kleidungsstück in Verbindung gebracht werden. Im Futter der Jacke entdeckte man einige weiße Haare, die als Katzenhaare identifiziert werden konnten.
Die DNA, die man aus einer der Haarwurzeln isoliert hatte, diente als Grundlage zur Genotypisierung. Das resultierende genetische Profil wurde mit einem Referenzprofil aus dem Blut von „Snowball“ verglichen, einer weißen Katze, die im Elternhaus des Ehemanns lebte. Es lag 100 % Übereinstimmung vor. Die Wahrscheinlichkeit der Existenz einer weiteren Katze mit demselben Profil (probability of match identity) in Kanada oder den USA betrug 1:6,9 × 107. Auf der Basis dieser Beweislage wurde der Ehemann 1997 des Mordes für schuldig befunden.

##### Der Fall „Chief“
In Seattle, Washington, verurteilte eine Jury Kenneth Leuluaialii und George Tuilefano wegen besonders schweren Mordes und Verletzung des Tierschutzrechts im Zusammenhang mit den 1996 erschossenen Jay Johnson, Raquel Rivera und dem Mischlingshund „Chief“. Die Blutspritzer auf Hose und Jacke der beiden Verdächtigen, die durch die Tötung des Hundes während der Ermordung der beiden Opfer auf die Kleidungsstücke der Täter gelangten, waren mit „Chiefs“ genetischem Profil identisch. Die Irrtumswahrscheinlichkeit (p-Wert) betrug 1:350 Millionen.

##### Der Fall „van Dam“
Als einer der aufsehenerregendsten auf tierischem Beweismaterial beruhenden Kriminalfälle gilt der Mord an der siebenjährigen Danielle van Dam in San Diego im Jahr 2002. Die Hundehaare, die im Haus des Tatverdächtigen David Westerfield gefunden wurden, konnten dem Weimaraner der van Dams zugeordnet werden und erwiesen sich als wichtigstes Bindeglied zwischen Westerfield und dem Tod des Mädchens. Zum ersten Mal wurde hier aufgrund der Analyse mitochondrialer Hunde-DNA ein Mordfall aufgeklärt.

##### Weitere bekannte Fälle
- Daniel Schraeder aus Vernon, Britisch-Kolumbien, wurde zusammen mit seinem kleinen Hund durch stumpfe Gewalteinwirkung getötet. Die Blutflecken auf der Hose des Verdächtigen bestanden aus einer Mischung von Menschen- und Tierblut, die mit den damals zur Verfügung stehenden RFLP-Methoden nicht untersucht werden konnte. 1996 wurde der Fall wieder aufgenommen. Die STR-Typisierung des nichtmenschlichen Blutes konnte den Hund des Opfers als Quelle nachweisen. Die kanadische Justiz erhob daraufhin Anklage wegen Mordes; ein Jahr später wurde der Verdächtige schuldig gesprochen.[25]
- Im Jahr 2003 wurde April Misty Morse in Florida entführt und ermordet. Ihre mit Klebeband gefesselte Leiche wurde in einem Fluss gefunden. Vom Klebeband konnten einige Hundehaare sichergestellt werden. Die Polizei vermutete, dass ihr Ex-Freund Brent Huck sie auf ihrem Boot ermordet hatte. Der mitochondriale Haplotyp der Hundehaare stimmte mit dem von Hucks eigenem Hund überein. Er wurde wegen Entführung und Mordes verurteilt.[26]
- Während eines sexuellen Übergriffs in Iowa beobachtete das Opfer den Urinabsatz ihres Hundes an den Reifen des Täterfahrzeugs. Obwohl der Verdächtige bestritt, jemals in der Nähe des Hauses gewesen zu sein, in dem das Opfer wohnte, stimmte das genetische Profil des Hundes perfekt mit den sichergestellten Spuren auf dem Reifen überein.[10]
- Einige der Blutspuren, die in der Gasse neben einem erstochenen Londoner Barkeeper gefunden wurden, stammten weder vom Opfer noch waren sie menschlicher Herkunft. Ein Institut der University of California wurde im Jahr 2000 von Scotland Yard mit der Untersuchung beauftragt. Die Blutspuren wurden als Hundeblut identifiziert und konnten dem Haustier des Hauptverdächtigen zugeordnet werden.[10]

## Weiteres

### Food forensics
Auf dem Lebensmittelsektor können sich die animal forensics mit dem Bereich der Lebensmittelüberwachung überschneiden, wenn Gesetzesverstöße eine erhebliche Straftat darstellen oder kriminelle Manipulationen im großen Maßstab begangen werden. In Fällen, wo gefährdete Arten kommerziell genutzt werden, ist der Übergang zwischen food forensics und wildlife forensics fließend. Der Verkauf falsch deklarierter Produkte mit Verstoß gegen das Artenschutzgesetz erweist sich dabei als Hauptproblem.
Methoden aus dem Bereich der animal forensics werden hier im Dienst des Schutzes des Verbrauchers vor Täuschung eingesetzt. Ein praxisnahes Beispiel stellt die Aufdeckung falsch deklarierter Kaviardosen dar, in denen Rogen von völlig anderen, geschützten Fischspezies (z. B. Paddelfisch) verarbeitet wurde. Auch die sichere Identifizierung illegal als Süßwasserschildkröten-Eier angebotener Eier von gefährdeten Meeresschildkröten ist nunmehr möglich. Molekulargenetische Tests erlauben auch Aussagen über den Strand, an der die Eier gesammelt wurden, da Schildkröten zur Eiablage immer an den Ort ihres eigenen Schlupfes zurückkehren.
Die betrügerische Fehldeklaration von Lebensmittelinhaltsstoffen auf der Produktkennzeichnung ist weit verbreitete Praxis, vor allem bei geschätzten, teuren Lebensmitteln. Gängige Straftaten zur Täuschung des Verbrauchers durch Fehldeklaration sind:
- Der Verkauf von Produkten, die Beimengungen an minderwertigem (z. B. Innereien) oder potentiell risikobehaftetem Gewebe aufweisen (Separatorenfleisch, Konfiskate, Nerven- und Hirngewebe).
- Der Verkauf von gefälschten Produkten, die anteilig oder vollständig aus unerwünschten Bestandteilen fremder Tierarten bestehen (Döner, angerichtetes Wild).
- Die Nichteinhaltung der im Lebensmittelrecht vorgeschriebenen Mindestmengen in Bezug auf Gewebe oder Tierart (Fleisch- und Milcherzeugnisse).
- Der Betrug bei der Deklaration von Fischen mit den Prädikaten „wild gefangen“ und „gezüchtet“.

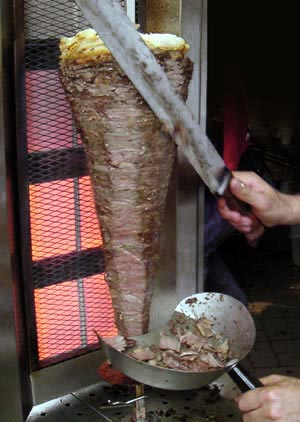
Bei Lebensmittelkontrollen in Berlin konnte die Verwendung von nicht zugelassenem Schwein in Dönerfleisch nachgewiesen werden (vgl. Döner).

Der eindeutige Beweis, dass eine Täuschung stattgefunden hat, erfordert die genaue qualitative und quantitative Bestimmung der Inhaltsstoffe. Die molekulargenetischen Methoden zur Bestimmung von Spezies in Lebensmitteln tierischer Herkunft sind weitgehend identisch mit den oben angeführten. Methodische Probleme verursachen dabei Lebensmittel, die stark erhitzt oder industriell verarbeitet wurden, d. h. Produkte, bei denen das DNA-haltige Material nur schwer extrahiert oder von anderen Substanzen getrennt werden kann.
RFLP-Analysen des mitochondrialen Cytochroms b (s. o.) erlauben eine Unterscheidung zwischen verschiedenen Wildfleischarten und die Abgrenzung zu Haustieren. STR-Marker werden in der Lebensmittelforensik nicht nur erfolgreich eingesetzt, um die Verfälschung von Lebensmitteln nachzuweisen, sondern erlauben u. a. auch die Unterscheidung beim Rotfisch zwischen „wild gefangen“ und „kultiviert“.
Fleischrechtliche Vorschriften sowie die allgemeine Verkehrsauffassung regeln, welche Gewebe und Organe in Fleischerzeugnissen nicht verarbeitet werden dürfen. Dazu gehören z. B. Hirn und Rückenmark, Schleimhäute, Harnblasen, und Rinderhaut.
Eine klassische Methode, Fremdgewebe – z. B. Separatorenfleisch – in Fleischerzeugnissen nachzuweisen, ist die Histologie. Dabei werden sämtliche Gewebskomponenten anhand ihrer anatomisch-morphologischen Struktur und ihrer Affinität zu bestimmten Farbstoffen identifiziert. Der dadurch entstehende qualitativ-morphologische Befund liefert eine schlüssige Aussage über die gewerbliche Zusammensetzung des Produkts.
Die klassische Genetik stößt bei der Identifikation von Gewebskomponenten in tierischen Produkten an ihre Grenzen, da verschiedene Gewebe eines Individuums völlig identische DNA-Sequenzen aufweisen. Gewebe unterscheiden sich jedoch durch spezifische Muster ihrer Genaktivität: in der Muskulatur sind völlig andere Gene aktiv als im Gehirn. Diese Unterschiede werden durch subtile chemische Veränderungen in bestimmten DNA-Abschnitten ausgelöst (Epigenetik).
Aus gesundheitlicher Sicht (BSE/Creutzfeldt-Jakob-Krankheit) ist vor allem der Nachweis von Rinderhirn und -nervengewebe in Fleischprodukten relevant. Dessen Gewinnung und Verarbeitung ist bei Rind, Schaf und Ziege verboten. Neuartige Verfahren wie die Kombination der Real-Time-PCR mit der Reverse Transkriptase-PCR dienen nicht nur dem qualitativen Nachweis von nervengewebstypischen Proteinen, sondern ermöglichen auch das Ausmaß einer Verunreinigung mit ZNS-Gewebe in Lebensmitteln tierischer Herkunft.

### Ein Fallbeispiel: Speziesidentifizierung aus Blut

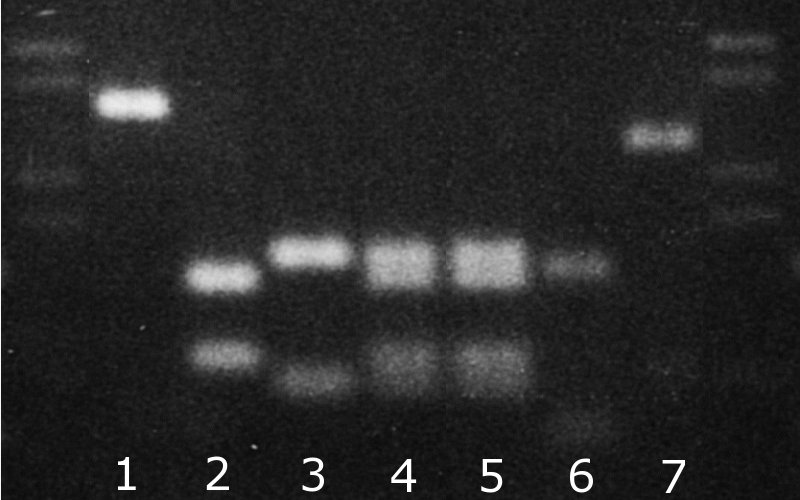
Interspeziesspezifischer Polymorphismus: Spalten 0 und 8 sind Kontrollabschnitte; die Spalten 1–3, 6 u. 7 stellen einzelne Tierspezies dar, 4 und 5 bestehen aus Mischproben (vgl. Spalte 2 u. 3!)

Bevor sie als Jagd- und Gebrauchshunde eingesetzt werden, müssen sich Schweißhunde in verschiedenen Prüfungen beweisen. Eine davon dient der Kontrolle ihrer Fähigkeit, eine Spur aus Wildblut zu finden, aufzunehmen und zu halten. Dafür werden Blätter mit winzigen Mengen von Wildtierblut präpariert und als künstliche Spur im Trainingsgelände verteilt. Ein geübter Schweißhund muss die Spur problemlos finden und verfolgen können.
In einem belegten Fall versagten alle Hunde bei einer solchen Prüfung. Mit Hilfe einer molekulargenetischen Speziesbestimmung konnte nachgewiesen werden, dass die künstliche Spur nicht aus Blut eines Wildtiers gelegt worden war, sondern aus einer Mischung von Schaf- und Rinderblut bestand.